# Aaviku (Rae)
Aaviku – wieś w Estonii, w prowincji Harju, w gminie Rae.
|  |